# Населення Сімферополя
Населення Сімферополя (міськради) станом на 1 січня 2015 року становило 352 658 осіб, або 18,9 % населення Криму.

## Історична динаміка
Динаміка чисельності населення Сімферополя без врахування населених пунктів, підпорядкованих міськраді.

## Вікова структура
Середній вік населення Сімферопольської міськради за переписом 2001 року становив 38,6 років. Середній вік чоловіків на 4,8 років менше ніж у жінок (35,9 і 40,7 відповідно). У віці молодшому за працездатний знаходилося 58 646 осіб (16,1%), у працездатному віці — 224 635 осіб (61,8%), у віці старшому за працездатний — 80 307 осіб (22,1%). За статтю у місті переважали жінки, яких налічувалося 201 115 осіб (55,3%), тоді як чоловіків 162 482 (44,7%).
Станом на 1 січня 2014 року статево-віковий розподіл населення Сімферопольської міськради був наступним:
| вік         | чоловіки | жінки   | обидві статі |
| ----------- | -------- | ------- | ------------ |
| 0-14        | 27 196   | 25 387  | 52 583       |
| 15-64       | 105 502  | 127 419 | 232 921      |
| 65 і старше | 14 714   | 32 752  | 47 466       |

## Мовний склад
Рідні мови населення Сімферополя за переписом 2001 р.
|                   | російська | кримськотатарська | українська | вірменська | білоруська |
| Сімферополь       | 85,57     | 6,81              | 6,24       | 0,34       | 0,12       |
| ----------------- | --------- | ----------------- | ---------- | ---------- | ---------- |
| Залізничний район | 87,53     | 4,82              | 6,38       | 0,30       | 0,11       |
| Київський район   | 85,92     | 6,81              | 6,04       | 0,33       | 0,14       |
| Центральний район | 83,59     | 8,32              | 6,41       | 0,39       | 0,11       |

Динаміка рідної мови населення Сімферополя за переписами, %
| мова              | 1897 | 1926 | 1989 | 2001 |
| ----------------- | ---- | ---- | ---- | ---- |
| російська         | 45,7 | 65,6 | 90,1 | 85,6 |
| кримськотатарська | 19,7 | 15,3 |      | 6,8  |
| українська        | 6,9  | 2,5  | 8,2  | 6,2  |
| вірменська        | 3,9  | 2,4  |      | 0,3  |
| єврейська         | 15,9 | 10,4 | 0,1  | 0,01 |